# Ismail Haniya
Ismail Haniya (arabiska: إسماعيل هنية), född 29 januari 1962 i flyktinglägret al-Shati på Gazaremsan, död 31 juli 2024 i Teheran, var en palestinsk islamist med en ledande roll inom den av USA och EU terrorklassade organisationen Hamas. Han var högste ledare för organisationen i rollen som ordförande för Hamas politiska byrå från 2017 fram till sin död. Dessförinnan var han den palestinska myndighetens premiärminister från den 19 februari 2006 till den 15 juni 2007.
Haniya blev 2006 utsatt för ett mordförsök med gift i ett brev adresserat till honom. Enligt TT fördes sju personer till sjukhus från hans kansli.
Ismail Haniya efterträddes 2017 som ledare för Hamas i Gazaremsan av Yahya Sinwar.
Hans familj kom från Ashkelon i nuvarande Israel.
Ismail Haniya och hans livvakt dödades i ett sprängdåd i Teheran den 31 juli 2024, där han befann sig för att närvara när den iranske presidenten Masoud Pezeshkian svors in.